# اعوجاج فاز
در پردازش سیگنال، اعوجاج فاز یا اعوجاج فرکانس-فاز، اعوجاجی است، که یعنی تغییر در شکل موج، که زمانی اتفاق می‌افتد که (الف) پاسخ فاز یک فیلتر در محدوده فرکانس مورد نظر، یعنی فاز، خطی نباشد. 
تغییر ایجاد شده توسط یک مدار یا قطعه مستقیماً با فرکانس متناسب نیست، یا (ب) وقفه فرکانس-صفر مشخصه فرکانس-فاز ۰ یا مضرب صحیح ۲π رادیان نیست.

## شنیدپذیری اعوجاج فاز
روابط فاز به‌شدت تغییریافته، بدون تغییر دامنه، می‌تواند شنیدپذیر (به انگلیسی: audibility) باشد، اما میزان شنیدپذیری نوع جابه‌جایی‌های فاز (به انگلیسی: phase shifts) مورد انتظار از سامانه‌های صوتی معمولی همچنان مورد بحث است.